# تام رسول
تام رسول، از روستاهای بخش مرکزی شهرستان سرخس است و د ر شمال شهر سرخس قرار دارد.

## تاریخچه
این روستا حدود ۸۵ سال قبل توسط طایفه علیمیرزایی‌ها بنیان شده‌است. تا ۶۵ سال پیش این روستا به نام «تام علیمیرزایی» موسوم بود . از زمانی که علیمیرزایی‌ها از آنجا کوچ کردند این روستا توسط جمعی از بلوچ‌ها به ریاست شخصی به نام «رسول» که از بلوچ‌های مهاجر روسیه بود، مورد بهره برداری قرار گرفت. بلوچ‌ها قبل از آمدن به این روستا به صورت چادرنشینی زندگی می‌کردند.

## مردمشناسی
ساکنین تام رسول در حال حاضر از اقوام بلوچی همچون نارویی ، کوهکن براهویی ،سارونی ، یارمحمدزهی ،قلندرزهی ،  و... تشکیل میدهند از بزرگان روستا میتوان حاجی ابراهیم براهویی، حاجی چاری کوهکن، حاجی جهانگیر قلندرزهی ، ملنگ سارونی و...نام برد. بر اساس سرشماری سال ۱۳۸۵ جمعیت آن ۲۷۲ خانوار و ۱۲۷۰ نفر 
```
[
۱
]
.
```

## اقتصاد
زندگی مردم تام رسول بیشتر متکی به دامداری است، قالیچه بافی نیز بخشی از معاش ایشان را تأمین می‌کند.